# Amblyscarta incorrupta
Amblyscarta incorrupta är en insektsart som först beskrevs av Melichar 1926.  Amblyscarta incorrupta ingår i släktet Amblyscarta och familjen dvärgstritar. Inga underarter finns listade i Catalogue of Life.